# Campeonato Nacional de Martinica 2022-23
El Campeonato Nacional de Martinica 2022-23 es la 103.ª edición del Campeonato Nacional de Martinica. La temporada comenzó el 16 de septiembre de 2022 y terminará en febrero de 2023.

## Equipos participantes
- AC Vert Pré (P)
- Aiglon du Lamentin
- AS New Club (P)
- AS Samaritaine
- Assaut Saint-Pierre
- Club Colonial
- Club Franciscain
- Club Péleen (P)
- CO Trénelle
- CS Case-Pilote
- Good Luck FC (P)
- Golden Lion FC (C)
- Golden Star
- RC Saint-Joseph
- US Diamantinoise
- US Robert

## Ronda Regular

### Grupo A
| Pos. | Equipo             | Pts. | PJ | G  | E | P  | GF | GC | Dif. | Clasificación 2022-23 |
| ---- | ------------------ | ---- | -- | -- | - | -- | -- | -- | ---- | --------------------- |
| 1    | Golden Lion FC     | 51   | 14 | 12 | 1 | 1  | 36 | 14 | +22  | Grupo Majo 6          |
| 2    | US Diamantinoise   | 41   | 14 | 8  | 3 | 3  | 28 | 11 | +17  | Grupo Majo 6          |
| 3    | Aiglon du Lamentin | 40   | 14 | 8  | 2 | 4  | 27 | 15 | +12  | Grupo Majo 6          |
| 4    | CS Case-Pilote     | 39   | 14 | 7  | 4 | 3  | 25 | 15 | +10  | Grupo Descenso        |
| 5    | Club Péleen        | 31   | 14 | 5  | 2 | 7  | 20 | 22 | −2   | Grupo Descenso        |
| 6    | Golden Star        | 29   | 14 | 4  | 3 | 7  | 25 | 26 | −1   | Grupo Descenso        |
| 7    | CO Trénelle        | 20   | 14 | 1  | 3 | 10 | 8  | 26 | −18  | Grupo Descenso        |
| 8    | Good Luck FC       | 19   | 14 | 1  | 2 | 11 | 19 | 59 | −40  | Grupo Descenso        |

 Fuente: LFM Martinique
Criterios de clasificación: Puntos · Enfrentamientos directos · Diferencia de goles · Goles a favor · Puntos fair-play · Play-off.

### Grupo B
| Pos. | Equipo              | Pts. | PJ | G | E | P | GF | GC | Dif. | Clasificación 2022-23 |
| ---- | ------------------- | ---- | -- | - | - | - | -- | -- | ---- | --------------------- |
| 1    | Club Colonial       | 45   | 14 | 9 | 4 | 1 | 27 | 7  | +20  | Grupo Majo 6          |
| 2    | Club Franciscain    | 39   | 14 | 8 | 1 | 5 | 22 | 19 | +3   | Grupo Majo 6          |
| 3    | AS Samaritaine      | 37   | 14 | 7 | 2 | 5 | 17 | 16 | +1   | Grupo Majo 6          |
| 4    | Assaut Saint-Pierre | 35   | 14 | 6 | 3 | 5 | 24 | 21 | +3   | Grupo Descenso        |
| 5    | RC Saint-Joseph     | 34   | 14 | 6 | 2 | 6 | 15 | 14 | +1   | Grupo Descenso        |
| 6    | AS New Club         | 31   | 14 | 5 | 2 | 7 | 19 | 24 | −5   | Grupo Descenso        |
| 7    | US Robert           | 25   | 14 | 3 | 2 | 9 | 10 | 19 | −9   | Grupo Descenso        |
| 8    | AC Vert Pré         | 24   | 14 | 2 | 4 | 8 | 15 | 29 | −14  | Grupo Descenso        |

 Fuente: LFM Martinique
Criterios de clasificación: Puntos · Enfrentamientos directos · Diferencia de goles · Goles a favor · Puntos fair-play · Play-off.

## Grupo Majo 6
| Pos. | Equipo             | Pts. | PJ | G | E | P | GF | GC | Dif. | Clasificación 2022-23               |
| ---- | ------------------ | ---- | -- | - | - | - | -- | -- | ---- | ----------------------------------- |
| 1    | Aiglon du Lamentin | 6    | 2  | 1 | 1 | 0 | 2  | 1  | +1   | CONCACAF Caribbean Club Shield 2024 |
| 2    | Club Colonial      | 6    | 2  | 1 | 1 | 0 | 2  | 1  | +1   |                                     |
| 3    | Club Franciscain   | 5    | 2  | 1 | 0 | 1 | 5  | 3  | +2   |                                     |
| 4    | AS Samaritaine     | 5    | 2  | 1 | 0 | 1 | 5  | 3  | +2   |                                     |
| 5    | Golden Lion FC     | 5    | 2  | 1 | 0 | 1 | 2  | 4  | −2   |                                     |
| 6    | US Diamantinoise   | 2    | 2  | 0 | 0 | 2 | 1  | 5  | −4   |                                     |

Actualizado a los partidos jugados el 4 de marzo de 2023.
 Fuente: LFM Martinique
Criterios de clasificación: Puntos · Enfrentamientos directos · Diferencia de goles · Goles a favor · Puntos fair-play · Play-off.

## Grupo Descenso
| Pos. | Equipo              | Pts. | PJ | G | E | P | GF | GC | Dif. | Clasificación 2022-23      |
| ---- | ------------------- | ---- | -- | - | - | - | -- | -- | ---- | -------------------------- |
| 1    | AS New Club         | 30   | 10 | 6 | 2 | 2 | 16 | 12 | +4   |                            |
| 2    | RC Saint-Joseph     | 29   | 10 | 6 | 1 | 3 | 18 | 9  | +9   |                            |
| 3    | Assaut Saint-Pierre | 29   | 10 | 6 | 1 | 3 | 18 | 11 | +7   |                            |
| 4    | CS Case-Pilote      | 27   | 10 | 5 | 2 | 3 | 21 | 16 | +5   |                            |
| 5    | Golden Star         | 26   | 10 | 4 | 4 | 2 | 21 | 10 | +11  |                            |
| 6    | Club Péleen         | 24   | 10 | 4 | 2 | 4 | 15 | 15 | 0    | Promoción de Honor 2023-24 |
| 7    | AC Vert Pré         | 22   | 10 | 3 | 3 | 4 | 14 | 16 | −2   | Promoción de Honor 2023-24 |
| 8    | US Robert           | 20   | 10 | 3 | 1 | 6 | 9  | 16 | −7   | Promoción de Honor 2023-24 |
| 9    | CO Trénelle         | 18   | 10 | 2 | 2 | 6 | 9  | 19 | −10  | Promoción de Honor 2023-24 |
| 10   | Good Luck FC        | 14   | 9  | 1 | 2 | 6 | 13 | 28 | −15  | Promoción de Honor 2023-24 |

Actualizado a los partidos jugados el 5 de marzo de 2023.
 Fuente: LFM Martinique
Criterios de clasificación: Puntos · Enfrentamientos directos · Diferencia de goles · Goles a favor · Puntos fair-play · Play-off.